# 도심

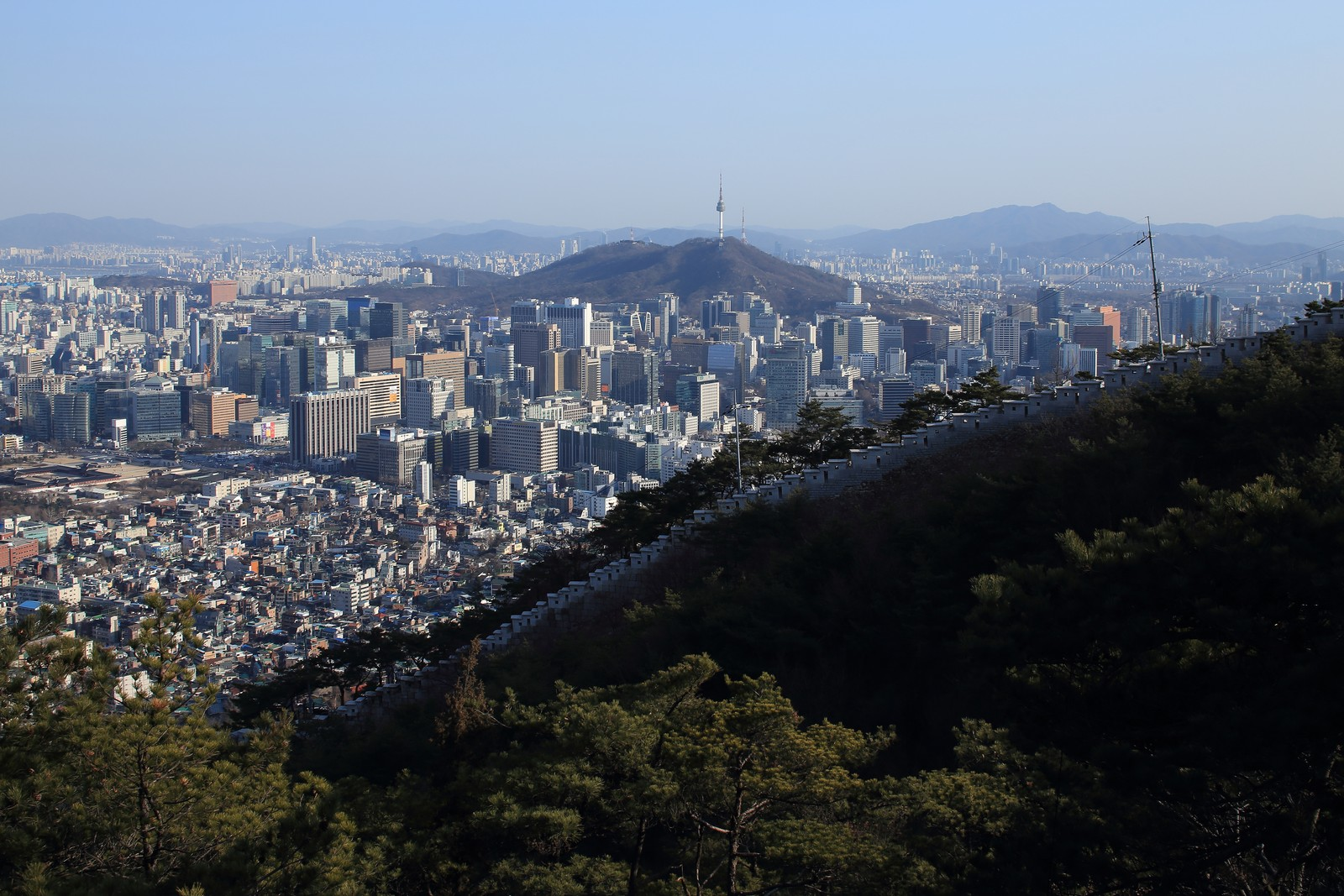
서울 도심은 1980년대에 도심재개발을 거치며 한양도성 등 역사경관을 보존하는 동시에 중심업무지구로서 발전하게 되었다.

도심(都心, 영국 영어: city center, 미국 영어: downtown)은 도시의 지리적 중심부 또는 정치·경제·역사문화적 기능의 중심지를 이르는 말이다. 국어학적으로 도심은 도시의 가장 주된 중심으로서 여러 곳이 존재할 수 없으나, 실생활에서 도심은 종종 다핵구조 상의 중심업무지구 개념과 혼동되어 사용되고는 한다.

## 의미와 역사
표준국어대사전 등에 의하면 '도심'(都心)이란 도시(都市)의 중심(中心)을 의미한다. 따라서 문자 그대로 개념을 엄격히 해석할 경우 하나의 도시에는 하나의 도심만이 존재할 수 있으며, 도심 외의 상업ㆍ업무지구들은 2차적인 부도심(副都心)이 될 수 있을 뿐이다.
그럼에도 불구하고 '도심'이라는 표현은 종종 '중심업무지구'의 개념과 혼동되어 사용되나, 엄밀하게는 두 개념이 일치한다고 보기는 어렵다. 도심은 지리적 개념으로서 대부분의 도시에는 반드시 도심이 하나씩 존재하고 있지만, 중심업무지구는 기능적 개념으로서 모든 도시에 존재하는 것이 아니며 어떤 도시에는 중심업무지구가 하나도 존재하지 않을 수도 있고 다른 어떤 도시에는 여러 개의 중심업무지구들이 존재할 수도 있기 때문이다.
이러한 개념상의 혼동은 도시의 발전경로가 지역마다 다른 모습을 보이는데 기인하는 것으로 알려져 있다. 일반적으로 오랜 역사를 지니고 있지만 현대적인 도시 재개발이 비교적 더딘 시기의 유럽대륙 도시에서는, 방벽(성곽)으로 둘러쌓인 공간 내에 궁전과 교회당 및 광장 등이 들어선 구시가(舊市街)의 역사문화적 도심과, 현대에 조성되어 마천루가 즐비한 중심업무지구가 분리되는 모습을 보여왔다. 반면에 근대에 들어서 개척과 성장을 거듭한 미국 도시에서는 도시의 성장 또는 재개발을 제약하는 방벽이나 궁전 등이 존재하지 않았다. 따라서 미국에서는 경제적 유인에 따라 도시기능의 집적화가 빠르게 일어났고, 이에 따라 고도화된 교통망의 이점을 누리는 동시에 높은 수준의 땅값을 감당할 수 있는 거대기업의 본사들이 고밀도로 모여드는 동네로서, 기능적 의미에서의 도심이자 중심업무지구라고 할 수 있는 다운타운(downtown)의 개념이 탄생하기에 이른다.
다만 현대에 들어서는 유럽대륙과 미국의 도시들이 또 다른 상반되는 형태로의 발전을 이루고 있는 것으로 평가된다. 예를 들어 고밀도의 도시 재개발에 성공한 상당수의 유럽대륙의 압축도시들은 유서 깊은 구시가의 역사문화적 경관을 보존하는 동시에 이를 단일한 중심업무지구로 재탄생시키는 형태로 도시가 발전하고 있는 반면, 도시 재개발에 실패한 미국의 도시들은 20세기에 자동차 중심 통근문화의 발달과 더불어 도시쇠퇴 및 교외로의 스프롤 현상을 꾸준히 겪으면서 도시의 경제적 기능이 여러 핵심지로 분산되는 모습을 보이고 있다.:63-73

## 용례
대한민국의 도시계획·지방행정 실무에서는 '도심'이라는 개념에 대해 어떤 일관된 용례를 발견하기 어려운 모습을 보인다. 예를 들어 서울특별시청의 '2040 서울도시기본계획'에서는 서울 도심, 영등포·여의도, 강남의 중심업무지구 세 곳을 아울러 '3도심'이라 부르며 중심지 간의 가장 높은 위계에 위치시키고, 그 아래에 '7광역중심'이라는 위계를 두고 있다.:102-108 반면 부산광역시청의 '2030년 부산도시계획'에서는 종래에 '1광역중심'을 중심지 위계의 최상에 두고 그 아래에 '4도심'을 두고 있었으나, '2040년 부산도시계획'에서는 이러한 중심지 위계 기준 자체를 폐기하고 동래, 서면, 중앙, 해운대 등 행정경계 내 중심지 10곳을 일컬어 모두 '중심지'라는 동일한 위계로 정하고 있다.:214-218

## 같이 보기
- 다운타운
- 중심 업무 지구